# Boechera falcatoria
Boechera falcatoria är en korsblommig växtart som först beskrevs av Reed Clark Rollins, och fick sitt nu gällande namn av Robert D. Dorn. Boechera falcatoria ingår i släktet indiantravar, och familjen korsblommiga växter. Inga underarter finns listade i Catalogue of Life.